# Villers-Saint-Christophe
Villers-Saint-Christophe é uma comuna francesa na região administrativa de Altos da França, no departamento de Aisne. Estende-se por uma área de 8,99 km². Em 2010 a comuna tinha 449 habitantes (densidade: 49,9 hab./km²).